# Nueva Zelanda en la Copa de las Naciones de la OFC 2016
La selección de Nueva Zelanda fue uno de los ocho equipos participantes de la Copa de las Naciones de la OFC 2016, realizada en Papúa Nueva Guinea entre el 28 de mayo y el 11 de junio. Fue su décima participación en el certamen continental, siendo el único seleccionado que jugó todas las ediciones.
Los All Whites fueron emparejados en el grupo B junto con las Islas Salomón, Fiyi y Vanuatu. Luego de supera la primera fase como primero, derrotó a Nueva Caledonia en la semifinal y a Papúa Nueva Guinea en la final para obtener su quinto título.

## Enfrentamientos previos
| Fecha                   | Lugar   |          |                     | Resultado |                          |               |
| ----------------------- | ------- | -------- | ------------------- | --------- | ------------------------ | ------------- |
| 7 de septiembre de 2015 | Rangún  | Birmania | Bandera de Birmania | 1:1 (0:1) | Bandera de Nueva Zelanda | Nueva Zelanda |
| 12 de noviembre de 2015 | Mascate | Omán     | Bandera de Omán     | 0:1 (0:1) | Bandera de Nueva Zelanda | Nueva Zelanda |

## Jugadores
Anthony Hudson entregó la lista definitiva el 12 de mayo. Sin embargo, a Clayton Lewis se le detectó altos niveles de salbutamol en un dopaje realizado en febrero de 2016. Aunque el jugador alegó que era un medicamento prescrito para el asma, se inició una investigación para corroborar esto, por lo que el mismo jugador se retiró de la convocatoria. Fue remplazado por Jeremy Brockie. Posteriormente Luka Prelevic fue convocado debido a una lesión que marginó a Shane Smeltz.
| #  | Nombre                    | Posición         | Edad | PJ Sel | Club                  |
| -- | ------------------------- | ---------------- | ---- | ------ | --------------------- |
| 1  | Stefan Marinovic          | Arquero          | 24   | 3      | Unterhaching          |
| 2  | Kip Colvey                | Defensor         | 22   | 0      | San Jose Earthquakes  |
| 3  | Matt Ridenton             | Mediocampista    | 20   | 1      | Wellington Phoenix    |
| 4  | Themistoklis Tzimopoulos  | Defensor         | 30   | 3      | Giannina              |
| 5  | Michael Boxall            | Defensor         | 27   | 14     | Supersport United     |
| 6  | Bill Tuiloma              | Mediocampista    | 21   | 9      | Racing Estrasburgo    |
| 7  | Kosta Barbarouses         | Delantero        | 26   | 29     | Melbourne Victory     |
| 8  | Michael McGlinchey        | Mediocampista    | 30   | 33     | Wellington Phoenix    |
| 9  | Chris Wood                | Delantero        | 23   | 39     | Leeds United          |
| 10 | Luka Prelevic             | Mediocampista    | 20   | 0      | Pascoe Vale           |
| 11 | Marco Rojas               | Mediocampista    | 24   | 22     | Thun                  |
| 12 | Max Crocombe              | Arquero          | 22   | 0      | Oxford United         |
| 13 | Monty Patterson           | Delantero        | 19   | 0      | Ipswich Town          |
| 14 | Rory Fallon               | Delantero        | 34   | 18     | Bristol Rovers        |
| 15 | Jeremy Brockie            | Delantero        | 28   | 47     | Supersport United     |
| 16 | Louis Fenton              | Defensor         | 23   | 3      | Wellington Phoenix    |
| 17 | Luke Adams                | Defensor         | 22   | 0      | South Melbourne       |
| 18 | Sam Brotherton            | Defensor         | 19   | 1      | Green Bay Phoenix     |
| 19 | Tom Doyle                 | Defensor         | 23   | 2      | Wellington Phoenix    |
| 20 | Te Atawhai Hudson-Wihongi | Mediocampista    | 21   | 1      | Auckland City         |
| 21 | Logan Rogerson            | Delantero        | 17   | 1      | Wellington Phoenix    |
| 22 | Moses Dyer                | Mediocampista    | 19   | 2      | Onehunga Sports       |
| 23 | Tamati Williams           | Arquero          | 32   | 1      | Waalwijk              |
| DT | Anthony Hudson            | Director técnico | 35   | -      | Bandera de Inglaterra |

## Participación

### Primera fase
| Equipo        | Pts | PJ | PG | PE | PP | GF | GC | Dif |
| ------------- | --- | -- | -- | -- | -- | -- | -- | --- |
| Nueva Zelanda | 9   | 3  | 3  | 0  | 0  | 9  | 1  | 8   |
| Islas Salomón | 3   | 3  | 1  | 0  | 2  | 1  | 2  | -1  |
| Fiyi          | 3   | 3  | 1  | 0  | 2  | 4  | 6  | -2  |
| Vanuatu       | 3   | 3  | 1  | 0  | 2  | 3  | 8  | -5  |

| 1          | Guardameta     | Stefan Marinovic         |     |
| 16         | Defensa        | Louis Fenton             | 85' |
| 17         | Defensa        | Luke Adams               |     |
| 18         | Defensa        | Sam Brotherton           |     |
| 4          | Defensa        | Themistoklis Tzimopoulos |     |
| 2          | Defensa        | Kip Colvey               |     |
| 6          | Centrocampista | Bill Tuiloma             |     |
| 13         | Centrocampista | Monty Patterson          | 66' |
| 10         | Centrocampista | Luka Prelevic            |     |
| 9          | Delantero      | Chris Wood               |     |
| 14         | Delantero      | Rory Fallon              | 77' |
| Entrenador | Entrenador     | Anthony Hudson           |     |

| 1          | Guardameta     | Simione Tamanisau |     |
| 3          | Defensa        | Remueru Tekiate   |     |
| 19         | Defensa        | Amani Makoe       |     |
| 21         | Defensa        | Alvin Singh       |     |
| 23         | Defensa        | Samuela Kautoga   |     |
| 2          | Centrocampista | Avinesh Suwamy    |     |
| 6          | Centrocampista | Nickel Chand      |     |
| 8          | Centrocampista | Setareki Hughes   | 90' |
| 11         | Centrocampista | Ilimotama Jese    |     |
| 9          | Delantero      | Roy Krishna       |     |
| 10         | Delantero      | Iosefo Verevou    | 71' |
| Entrenador | Entrenador     | Frank Farina      |     |

| 8  | Centrocampista | Michael McGlinchey | 66' |
| 21 | Delantero      | Logan Rogerson     | 77' |
| 19 | Defensa        | Tom Doyle          | 85' |

| 16 | Centrocampista | Malakai Tiwa   | 71' |
| 18 | Centrocampista | Laisenia Raura | 90' |

| Anotado         | 16' | Themistoklis Tzimopoulos | 1 - 0 |
| Anotado         | 41' | Rory Fallon              | 2 - 0 |
| Anotado · Penal | 61' | Chris Wood               | 3 - 1 |

| Anotado · Penal | 45+2' | Roy Krishna | 2 - 1 |

| Amonestado | 76' | Luka Prelevic |

| Amonestado | 34' | Alvin Singh     |
| Amonestado | 48' | Remueru Tekiate |

| Árbitro             | Norbert Hauata |
| Árbitros asistentes | Philipe Revel  |
|                     | Noah Kusunan   |
| Cuarto árbitro      | Anio Amos      |

| 1          | Guardameta     | Stefan Marinovic         |     |
| 16         | Defensa        | Louis Fenton             | 85' |
| 17         | Defensa        | Luke Adams               |     |
| 18         | Defensa        | Sam Brotherton           |     |
| 4          | Defensa        | Themistoklis Tzimopoulos |     |
| 2          | Defensa        | Kip Colvey               |     |
| 6          | Centrocampista | Bill Tuiloma             |     |
| 13         | Centrocampista | Monty Patterson          | 66' |
| 10         | Centrocampista | Luka Prelevic            |     |
| 9          | Delantero      | Chris Wood               |     |
| 14         | Delantero      | Rory Fallon              | 77' |
| Entrenador | Entrenador     | Anthony Hudson           |     |

| 1          | Guardameta     | Simione Tamanisau |     |
| 3          | Defensa        | Remueru Tekiate   |     |
| 19         | Defensa        | Amani Makoe       |     |
| 21         | Defensa        | Alvin Singh       |     |
| 23         | Defensa        | Samuela Kautoga   |     |
| 2          | Centrocampista | Avinesh Suwamy    |     |
| 6          | Centrocampista | Nickel Chand      |     |
| 8          | Centrocampista | Setareki Hughes   | 90' |
| 11         | Centrocampista | Ilimotama Jese    |     |
| 9          | Delantero      | Roy Krishna       |     |
| 10         | Delantero      | Iosefo Verevou    | 71' |
| Entrenador | Entrenador     | Frank Farina      |     |

| 8  | Centrocampista | Michael McGlinchey | 66' |
| 21 | Delantero      | Logan Rogerson     | 77' |
| 19 | Defensa        | Tom Doyle          | 85' |

| 16 | Centrocampista | Malakai Tiwa   | 71' |
| 18 | Centrocampista | Laisenia Raura | 90' |

| Anotado         | 16' | Themistoklis Tzimopoulos | 1 - 0 |
| Anotado         | 41' | Rory Fallon              | 2 - 0 |
| Anotado · Penal | 61' | Chris Wood               | 3 - 1 |

| Anotado · Penal | 45+2' | Roy Krishna | 2 - 1 |

| Amonestado | 76' | Luka Prelevic |

| Amonestado | 34' | Alvin Singh     |
| Amonestado | 48' | Remueru Tekiate |

| Árbitro             | Norbert Hauata |
| Árbitros asistentes | Philipe Revel  |
|                     | Noah Kusunan   |
| Cuarto árbitro      | Anio Amos      |

| 1          | Guardameta     | Seiloni Iaruel     |     |
| 5          | Defensa        | Jacques Wanemut    | 24' |
| 6          | Defensa        | Ignace Iamak       |     |
| 7          | Defensa        | Samuel Kaloros     |     |
| 4          | Defensa        | Jason Thomas       |     |
| 3          | Defensa        | Kevin Shem         |     |
| 10         | Centrocampista | Dominique Fred     |     |
| 2          | Centrocampista | Brian Kaltack      |     |
| 15         | Centrocampista | Daniel Natou       |     |
| 18         | Delantero      | Fenedy Masauvakalo | 62' |
| 19         | Delantero      | Kensi Tangis       | 46' |
| Entrenador | Entrenador     | Moise Poida        |     |

| 1          | Guardameta     | Stefan Marinovic         |     |
| 16         | Defensa        | Louis Fenton             |     |
| 17         | Defensa        | Luke Adams               |     |
| 18         | Defensa        | Sam Brotherton           | 56' |
| 4          | Defensa        | Themistoklis Tzimopoulos |     |
| 2          | Defensa        | Kip Colvey               |     |
| 8          | Centrocampista | Michael McGlinchey       |     |
| 6          | Centrocampista | Bill Tuiloma             | 46' |
| 10         | Centrocampista | Luka Prelevic            |     |
| 9          | Delantero      | Chris Wood               | 15' |
| 14         | Delantero      | Rory Fallon              |     |
| Entrenador | Entrenador     | Anthony Hudson           |     |

| 11 | Defensa        | Raoul Coulon  | 24' |
| 12 | Centrocampista | Zica Manuhi   | 46' |
| 9  | Delantero      | Bill Nicholls | 62' |

| 7  | Delantero      | Kosta Barbarouses | 15' |
| 11 | Centrocampista | Marco Rojas       | 46' |
| 13 | Delantero      | Monty Patterson   | 56' |

| Anotado | 4'  | Chris Wood         | 0 - 1 |
| Anotado | 6'  | Chris Wood         | 0 - 2 |
| Anotado | 10' | Michael McGlinchey | 0 - 3 |
| Anotado | 19' | Rory Fallon        | 0 - 4 |
| Anotado | 45' | Kosta Barbarouses  | 0 - 5 |

| Amonestado | 23' | Kevin Shem |

| Amonestado | 78' | Themistoklis Tzimopoulos |

| Árbitro             | Amos Anio      |
| Árbitros asistentes | Norman Bafinu  |
|                     | John Pareanga  |
| Cuarto árbitro      | Norbert Hauata |

| 1          | Guardameta     | Seiloni Iaruel     |     |
| 5          | Defensa        | Jacques Wanemut    | 24' |
| 6          | Defensa        | Ignace Iamak       |     |
| 7          | Defensa        | Samuel Kaloros     |     |
| 4          | Defensa        | Jason Thomas       |     |
| 3          | Defensa        | Kevin Shem         |     |
| 10         | Centrocampista | Dominique Fred     |     |
| 2          | Centrocampista | Brian Kaltack      |     |
| 15         | Centrocampista | Daniel Natou       |     |
| 18         | Delantero      | Fenedy Masauvakalo | 62' |
| 19         | Delantero      | Kensi Tangis       | 46' |
| Entrenador | Entrenador     | Moise Poida        |     |

| 1          | Guardameta     | Stefan Marinovic         |     |
| 16         | Defensa        | Louis Fenton             |     |
| 17         | Defensa        | Luke Adams               |     |
| 18         | Defensa        | Sam Brotherton           | 56' |
| 4          | Defensa        | Themistoklis Tzimopoulos |     |
| 2          | Defensa        | Kip Colvey               |     |
| 8          | Centrocampista | Michael McGlinchey       |     |
| 6          | Centrocampista | Bill Tuiloma             | 46' |
| 10         | Centrocampista | Luka Prelevic            |     |
| 9          | Delantero      | Chris Wood               | 15' |
| 14         | Delantero      | Rory Fallon              |     |
| Entrenador | Entrenador     | Anthony Hudson           |     |

| 11 | Defensa        | Raoul Coulon  | 24' |
| 12 | Centrocampista | Zica Manuhi   | 46' |
| 9  | Delantero      | Bill Nicholls | 62' |

| 7  | Delantero      | Kosta Barbarouses | 15' |
| 11 | Centrocampista | Marco Rojas       | 46' |
| 13 | Delantero      | Monty Patterson   | 56' |

| Anotado | 4'  | Chris Wood         | 0 - 1 |
| Anotado | 6'  | Chris Wood         | 0 - 2 |
| Anotado | 10' | Michael McGlinchey | 0 - 3 |
| Anotado | 19' | Rory Fallon        | 0 - 4 |
| Anotado | 45' | Kosta Barbarouses  | 0 - 5 |

| Amonestado | 23' | Kevin Shem |

| Amonestado | 78' | Themistoklis Tzimopoulos |

| Árbitro             | Amos Anio      |
| Árbitros asistentes | Norman Bafinu  |
|                     | John Pareanga  |
| Cuarto árbitro      | Norbert Hauata |

| 1          | Guardameta     | Stefan Marinovic          |     |
| 5          | Defensa        | Michael Boxall            |     |
| 20         | Defensa        | Te Atawhai Hudson-Wihongi |     |
| 17         | Defensa        | Luke Adams                |     |
| 18         | Defensa        | Sam Brotherton            |     |
| 3          | Defensa        | Matt Ridenton             |     |
| 11         | Centrocampista | Marco Rojas               |     |
| 22         | Centrocampista | Moses Dyer                | 71' |
| 8          | Centrocampista | Michael McGlinchey        |     |
| 7          | Delantero      | Kosta Barbarouses         | 71' |
| 15         | Delantero      | Jeremy Brockie            | 79' |
| Entrenador | Entrenador     | Anthony Hudson            |     |

| 1          | Guardameta     | Philip Mango    |       |
| 2          | Defensa        | Haddis Aengari  |       |
| 5          | Defensa        | Freddie Kini    |       |
| 3          | Defensa        | Bata Furai      | 11'   |
| 19         | Centrocampista | Gibson Daudau   | 90+1' |
| 18         | Centrocampista | Henry Fa'arodo  |       |
| 10         | Centrocampista | Judd Molea      |       |
| 22         | Centrocampista | Joses Nawo      |       |
| 11         | Delantero      | Micah Lea'alafa |       |
| 15         | Delantero      | Jerry Donga     | 7'    |
| 9          | Delantero      | Benjamin Totori |       |
| Entrenador | Entrenador     | Moses Toata     |       |

| 21 | Delantero | Logan Rogerson  | 71' |
| 13 | Delantero | Monty Patterson | 71' |
| 14 | Delantero | Rory Fallon     | 79' |

| 12 | Delantero | James Naka  | 7'    |
| 4  | Defensa   | Fred Fakari | 11'   |
| 16 | Delantero | Gagame Feni | 90+1' |

| Anotado | 80' | Luke Adams | 1 - 0 |

| Amonestado | 1'  | Matt Ridenton  |
| Amonestado | 68' | Luke Adams     |
| Amonestado | 75' | Jeremy Brockie |
| Amonestado | 78' | Michael Boxall |

| Árbitro             | Norbert Hauata |
| Árbitros asistentes | Philippe Revel |
|                     | Folio Moeaki   |
| Cuarto árbitro      | Anio Amos      |

| 1          | Guardameta     | Stefan Marinovic          |     |
| 5          | Defensa        | Michael Boxall            |     |
| 20         | Defensa        | Te Atawhai Hudson-Wihongi |     |
| 17         | Defensa        | Luke Adams                |     |
| 18         | Defensa        | Sam Brotherton            |     |
| 3          | Defensa        | Matt Ridenton             |     |
| 11         | Centrocampista | Marco Rojas               |     |
| 22         | Centrocampista | Moses Dyer                | 71' |
| 8          | Centrocampista | Michael McGlinchey        |     |
| 7          | Delantero      | Kosta Barbarouses         | 71' |
| 15         | Delantero      | Jeremy Brockie            | 79' |
| Entrenador | Entrenador     | Anthony Hudson            |     |

| 1          | Guardameta     | Philip Mango    |       |
| 2          | Defensa        | Haddis Aengari  |       |
| 5          | Defensa        | Freddie Kini    |       |
| 3          | Defensa        | Bata Furai      | 11'   |
| 19         | Centrocampista | Gibson Daudau   | 90+1' |
| 18         | Centrocampista | Henry Fa'arodo  |       |
| 10         | Centrocampista | Judd Molea      |       |
| 22         | Centrocampista | Joses Nawo      |       |
| 11         | Delantero      | Micah Lea'alafa |       |
| 15         | Delantero      | Jerry Donga     | 7'    |
| 9          | Delantero      | Benjamin Totori |       |
| Entrenador | Entrenador     | Moses Toata     |       |

| 21 | Delantero | Logan Rogerson  | 71' |
| 13 | Delantero | Monty Patterson | 71' |
| 14 | Delantero | Rory Fallon     | 79' |

| 12 | Delantero | James Naka  | 7'    |
| 4  | Defensa   | Fred Fakari | 11'   |
| 16 | Delantero | Gagame Feni | 90+1' |

| Anotado | 80' | Luke Adams | 1 - 0 |

| Amonestado | 1'  | Matt Ridenton  |
| Amonestado | 68' | Luke Adams     |
| Amonestado | 75' | Jeremy Brockie |
| Amonestado | 78' | Michael Boxall |

| Árbitro             | Norbert Hauata |
| Árbitros asistentes | Philippe Revel |
|                     | Folio Moeaki   |
| Cuarto árbitro      | Anio Amos      |

### Semifinales
| 1          | Guardameta     | Stefan Marinovic         |     |
| 5          | Defensa        | Michael Boxall           |     |
| 4          | Defensa        | Themistoklis Tzimopoulos |     |
| 17         | Defensa        | Luke Adams               |     |
| 18         | Defensa        | Sam Brotherton           |     |
| 2          | Defensa        | Kip Colvey               |     |
| 10         | Centrocampista | Luka Prelevic            | 46' |
| 8          | Centrocampista | Michael McGlinchey       |     |
| 6          | Centrocampista | Bill Tuiloma             | 72' |
| 9          | Delantero      | Chris Wood               |     |
| 14         | Delantero      | Rory Fallon              | 90' |
| Entrenador | Entrenador     | Anthony Hudson           |     |

| 1          | Guardameta     | Steve Ixoee            |       |
| 2          | Defensa        | Judikael Ixoee         | 61'   |
| 18         | Defensa        | Emile Bearune          |       |
| 12         | Defensa        | Loic Wakanumuné        |       |
| 7          | Defensa        | Jean-Christ Wakanumuné |       |
| 8          | Centrocampista | Roy Kayara             | 90+1' |
| 4          | Centrocampista | Georges Bearune        |       |
| 19         | Centrocampista | César Zeoula           |       |
| 17         | Delantero      | Brice Dahite           | 86'   |
| 9          | Delantero      | Jean-Philippe Saiko    |       |
| 11         | Delantero      | Bertrand Kaï           |       |
| Entrenador | Entrenador     | Thierry Sardo          |       |

| 13 | Delantero      | Monty Patterson           | 46' |
| 7  | Delantero      | Kosta Barbarouses         | 72' |
| 20 | Centrocampista | Te Atawhai Hudson-Wihongi | 90' |

| 19 | Centrocampista | Joseph Athale   | 61'   |
| 14 | Centrocampista | Jacky Meindu    | 86'   |
| 15 | Centrocampista | Joerisse Cexome | 90+1' |

| Anotado | 49' | Chris Wood | 1 - 0 |

| Amonestado | 33' | Luka Prelevic            |
| Amonestado | 44' | Kip Colvey               |
| Amonestado | 69' | Themistoklis Tzimopoulos |

| Árbitro             | Kader Zitouni  |
| Árbitros asistentes | Ravinesh Kumar |
|                     | Philippe Ravel |
| Cuarto árbitro      | Norbert Hauata |

| 1          | Guardameta     | Stefan Marinovic         |     |
| 5          | Defensa        | Michael Boxall           |     |
| 4          | Defensa        | Themistoklis Tzimopoulos |     |
| 17         | Defensa        | Luke Adams               |     |
| 18         | Defensa        | Sam Brotherton           |     |
| 2          | Defensa        | Kip Colvey               |     |
| 10         | Centrocampista | Luka Prelevic            | 46' |
| 8          | Centrocampista | Michael McGlinchey       |     |
| 6          | Centrocampista | Bill Tuiloma             | 72' |
| 9          | Delantero      | Chris Wood               |     |
| 14         | Delantero      | Rory Fallon              | 90' |
| Entrenador | Entrenador     | Anthony Hudson           |     |

| 1          | Guardameta     | Steve Ixoee            |       |
| 2          | Defensa        | Judikael Ixoee         | 61'   |
| 18         | Defensa        | Emile Bearune          |       |
| 12         | Defensa        | Loic Wakanumuné        |       |
| 7          | Defensa        | Jean-Christ Wakanumuné |       |
| 8          | Centrocampista | Roy Kayara             | 90+1' |
| 4          | Centrocampista | Georges Bearune        |       |
| 19         | Centrocampista | César Zeoula           |       |
| 17         | Delantero      | Brice Dahite           | 86'   |
| 9          | Delantero      | Jean-Philippe Saiko    |       |
| 11         | Delantero      | Bertrand Kaï           |       |
| Entrenador | Entrenador     | Thierry Sardo          |       |

| 13 | Delantero      | Monty Patterson           | 46' |
| 7  | Delantero      | Kosta Barbarouses         | 72' |
| 20 | Centrocampista | Te Atawhai Hudson-Wihongi | 90' |

| 19 | Centrocampista | Joseph Athale   | 61'   |
| 14 | Centrocampista | Jacky Meindu    | 86'   |
| 15 | Centrocampista | Joerisse Cexome | 90+1' |

| Anotado | 49' | Chris Wood | 1 - 0 |

| Amonestado | 33' | Luka Prelevic            |
| Amonestado | 44' | Kip Colvey               |
| Amonestado | 69' | Themistoklis Tzimopoulos |

| Árbitro             | Kader Zitouni  |
| Árbitros asistentes | Ravinesh Kumar |
|                     | Philippe Ravel |
| Cuarto árbitro      | Norbert Hauata |

### Final
| 1          | Guardameta     | Stefan Marinovic   |     |
| 16         | Defensa        | Louis Fenton       |     |
| 5          | Defensa        | Michael Boxall     |     |
| 17         | Defensa        | Luke Adams         |     |
| 18         | Defensa        | Sam Brotherton     |     |
| 2          | Defensa        | Kip Colvey         |     |
| 13         | Centrocampista | Monty Patterson    | 53' |
| 8          | Centrocampista | Michael McGlinchey |     |
| 6          | Centrocampista | Bill Tuiloma       | 71' |
| 14         | Delantero      | Rory Fallon        |     |
| 7          | Delantero      | Kosta Barbarouses  | 55' |
| Entrenador | Entrenador     | Anthony Hudson     |     |

| 20         | Guardameta     | Ronald Warisan      |      |
| 2          | Defensa        | Daniel Joe          |      |
| 5          | Defensa        | Felix Komolong      |      |
| 4          | Defensa        | Alwin Komolong      |      |
| 19         | Defensa        | Koriak Upaiga       |      |
| 12         | Centrocampista | David Muta          |      |
| 14         | Centrocampista | Emmanuel Simon      | 115' |
| 8          | Centrocampista | Michael Foster      |      |
| 9          | Delantero      | Nigel Dabingyaba    |      |
| 7          | Delantero      | Raymond Gunemba     |      |
| 18         | Delantero      | Tommy Semmy         |      |
| Entrenador | Entrenador     | Flemming Serritslev |      |

| 11 | Centrocampista | Marco Rojas    | 53' |
| 15 | Delantero      | Jeremy Brockie | 55' |
| 22 | Centrocampista | Moses Dyer     | 71' |

| 17 | Centrocampista | Jacob Sabua | 115' |

| Amonestado | 27'   | Louis Fenton       |
| Amonestado | 49'   | Michael Boxall     |
| Amonestado | 61'   | Kip Colvey         |
| Amonestado | 90+2' | Michael McGlinchey |

| Amonestado | 20'  | Tommy Semmy     |
| Amonestado | 35'  | Michael Foster  |
| Amonestado | 118' | Raymond Gunemba |

| Rory Fallon        | Acierto de penal          | 1:0 |                          |                 |
|                    |                           | 1:0 | Fallo de penal (Atajado) | Koriak Upaiga   |
|                    |                           |     |                          |                 |
| Michael McGlinchey | Acierto de penal          | 2:0 |                          |                 |
|                    |                           | 2:1 | Acierto de penal         | Tommy Semmy     |
| Moses Dyer         | Acierto de penal          | 3:1 |                          |                 |
|                    |                           | 3:2 | Acierto de penal         | Michael Foster  |
| Jeremy Brockie     | Fallo de penal (desviado) | 3:2 |                          |                 |
|                    |                           | 3:2 | Fallo de penal (Atajado) | Raymond Gunemba |
| Marco Rojas        | Acierto de penal          | 4:2 |                          |                 |

| Árbitro             | Norbert Hauata  |
| Árbitros asistentes | Tevita Makasini |
|                     | Philippe Revel  |
| Cuarto árbitro      | Kader Zitouni   |

| 1          | Guardameta     | Stefan Marinovic   |     |
| 16         | Defensa        | Louis Fenton       |     |
| 5          | Defensa        | Michael Boxall     |     |
| 17         | Defensa        | Luke Adams         |     |
| 18         | Defensa        | Sam Brotherton     |     |
| 2          | Defensa        | Kip Colvey         |     |
| 13         | Centrocampista | Monty Patterson    | 53' |
| 8          | Centrocampista | Michael McGlinchey |     |
| 6          | Centrocampista | Bill Tuiloma       | 71' |
| 14         | Delantero      | Rory Fallon        |     |
| 7          | Delantero      | Kosta Barbarouses  | 55' |
| Entrenador | Entrenador     | Anthony Hudson     |     |

| 20         | Guardameta     | Ronald Warisan      |      |
| 2          | Defensa        | Daniel Joe          |      |
| 5          | Defensa        | Felix Komolong      |      |
| 4          | Defensa        | Alwin Komolong      |      |
| 19         | Defensa        | Koriak Upaiga       |      |
| 12         | Centrocampista | David Muta          |      |
| 14         | Centrocampista | Emmanuel Simon      | 115' |
| 8          | Centrocampista | Michael Foster      |      |
| 9          | Delantero      | Nigel Dabingyaba    |      |
| 7          | Delantero      | Raymond Gunemba     |      |
| 18         | Delantero      | Tommy Semmy         |      |
| Entrenador | Entrenador     | Flemming Serritslev |      |

| 11 | Centrocampista | Marco Rojas    | 53' |
| 15 | Delantero      | Jeremy Brockie | 55' |
| 22 | Centrocampista | Moses Dyer     | 71' |

| 17 | Centrocampista | Jacob Sabua | 115' |

| Amonestado | 27'   | Louis Fenton       |
| Amonestado | 49'   | Michael Boxall     |
| Amonestado | 61'   | Kip Colvey         |
| Amonestado | 90+2' | Michael McGlinchey |

| Amonestado | 20'  | Tommy Semmy     |
| Amonestado | 35'  | Michael Foster  |
| Amonestado | 118' | Raymond Gunemba |

| Rory Fallon        | Acierto de penal          | 1:0 |                          |                 |
|                    |                           | 1:0 | Fallo de penal (Atajado) | Koriak Upaiga   |
|                    |                           |     |                          |                 |
| Michael McGlinchey | Acierto de penal          | 2:0 |                          |                 |
|                    |                           | 2:1 | Acierto de penal         | Tommy Semmy     |
| Moses Dyer         | Acierto de penal          | 3:1 |                          |                 |
|                    |                           | 3:2 | Acierto de penal         | Michael Foster  |
| Jeremy Brockie     | Fallo de penal (desviado) | 3:2 |                          |                 |
|                    |                           | 3:2 | Fallo de penal (Atajado) | Raymond Gunemba |
| Marco Rojas        | Acierto de penal          | 4:2 |                          |                 |

| Árbitro             | Norbert Hauata  |
| Árbitros asistentes | Tevita Makasini |
|                     | Philippe Revel  |
| Cuarto árbitro      | Kader Zitouni   |